# Georgina Iserbyt
Pour les articles homonymes, voir Iserbyt.
 (juin 2021).
Georgina Alberte Catherine Léonie Iserbyt née le 25 avril 1915 à Birchington-on-Sea (Royaume-Uni) et morte à Bruxelles (Belgique) le 11 juillet 2001 est une artiste peintre, pastelliste et aquarelliste belge.

## Biographie
Georgina Iserbyt se forma à l'Académie royale des beaux-arts de Bruxelles (de 1933 à 1936 et de 1937 à 1938) auprès d'Alfred Bastien et de Georges Van Zevenberghen, dont elle deviendra l'épouse.
Elle sera elle-même ensuite professeur à l'Académie de Bruxelles de 1947 à 1980.
Son œuvre est formée surtout de scènes avec figures, de portraits, de représentations de créatures et de plantes mystérieuses.

## Collections publiques
- Arlon, musée Gaspar, collections de l'Institut archéologique du Luxembourg[3].